# Бобот та енергія Всесвіту
«Бо́бот та енергія Всесвіту» (англ. The Bobot) — український сімейний фантастичний фільм, знятий Максимом Ксьондою. Фільм розповідає про 12-річного мрійника, який опиняється в центрі протистояння двох позаземних сил.
Прем'єра стрічки в Україні відбулась 30 серпня 2018 року.

## Синопсис
Коли світ поглине суцільна темрява, землю заполонять невідомі істоти, які тисячі років вичікували момент, щоб здійснити страшний замах на людство. Саме тоді і з'явиться невідомий рятівник, який здатен перемогти сили зла. Хто цей герой і чи переможе світло над темрявою?

## У ролях
- Віктор Григор'єв
- Іванна Бородай
- Ігор Мірошниченко
- Володимир Ращук
- Тарас Шевченко
- Микола Зміївський.[5]

## Виробництво

### Розробка
Ідея фільму про «трансформаторну будку, яка вирішила в якийсь момент кинути своє насиджене місце і почати мандрувати» народилась у 2010 році. Автори стрічки запропонували зробити відеокліп на пісню «Новина» гурту «Танок на майдані Конґо». Після його випуску творча група отримала величезну кількість позитивних відгуків і почала працювати над сценарієм повнометражного фільму.
17 грудня 2015 року під час прес-конференції було оголошено про початок виробництва фільму «Бобот».

### Рекламна кампанія
Партнерами фільму виступили держпідприємство «Укренерго» та мобільний оператор Lifecell. Зокрема, за підтримки компанії Укренерго за мотивами фільму була розроблена дитяча настільна гра.
«Ми прагнемо показати дітям та підліткам важливість енергетики та енергетичної безпеки в нашому житті. Дати більше знань про енергетичну галузь і тим самим зацікавити їх. Адже майбутнє енергетики і держави залежатиме саме від них. Тому спільний проект з командою «Бобота» – хороша можливість це зробити. Адже маємо змогу донести до дитячої аудиторії важливу інформацію через захоплюючий фільм», — зазначив керівник Укренерго Всеволод Ковальчук.

### Бюджет
Бюджет фільму складає 20 мільйонів гривень (~$800 тис.), з яких 10 мільйонів профінансувало Державне агентство України з питань кіно. Друга половина бюджету, за словами продюсера Олексія Москаленко, надана грузинською кінокомпанією.

### Зйомки
Зйомки фільму розпочалися восени 2016 року та тривали до літа 2017 року. Більше половини фільму склала комп'ютерна графіка, над якою працювали близько 100 фахівців з України.

### Мова фільму
За твердженням творців, перший тізер фільму зняли російською мовою, бо його показували інвесторам з Грузії, але вже сам фільм буде повністю україномовний.

## Реліз
Прем'єра стрічки в Україні відбулась 30 серпня 2018 року.
У серпні 2018 року шведський сейлз-агент компанія LevelK анонсувала в онлайн-виданні ScreenDaily отримання ліцензії на світовий кінопрокат фільму The Bobot.

## Відгуки кінокритиків
Фільм отримав змішані відгуки від українських кінокритиків. Найбільшим розчаруванням для більшості критиків став сценарій стрічки, якому приписували незв'язність та незрозумілість. Деякі нарікання також викликала робота звукорежисера — деякі оглядачі нарікали на неякісно записаний та оброблений звук, який не дозволяє чітко зрозуміти про що говорять герої на екрані. Окремі оглядачі також скаржилися на присутність у фільмі продакт-плейсменту спонсорів фільму компанії «Lifecell» та «Укренерго».
Серед найбільших плюсів фільму, більшість українських кіноекспертів назвали гарну акторську гру та якісно зроблені 3D спецефекти, що займали майже 50 % відсотків екранного часу. Також багато оглядачів з позитивом відгукнулися про камео у фільмі Даші Астаф'євої, хоча й зазначили що їй слід було дати більше екранного часу.